# Hannah Tointon
Hannah Marie Tointon (Essex, 28 de dezembro de 1987) é uma atriz britânica. É bastante conhecida no Reino Unido por ter interpretado Katy Fox na novela britânica Hollyoaks e Tara no sitcom The Inbetweeners.

## Biografia
Tointon nasceu em Essex, Inglaterra. Ela e a irmã mais velha Kara foram criadas em Leigh-on-Sea e frequentaram a escola St Michael's, em Leigh, e St Hilda's School, em Westcliff-on-Sea, Essex. Ingressou na Vanda's Stage School, aparecendo em peças de teatro como The Demon Headmaster e Jack and the Beanstalk. Estreou no West End em 2000 atuando como protagonista da peça Whistle Down the Wind. 

## Filmografia
Sua primeira aparição na TV foi no sitcom Kerching!, onde interpretou Tamsin, interesse amoroso do personagem principal Taj Lewis. Outro papel de destaque foi Billie na série Star 2003. Depois desses papéis interpretou Celina Johnson no drama policial The Bill. 
Interpretou Casey  no filme de terror The Children.
No ano de 2006, fez uma aparição na série Murder City e também em Dream Team. No mesmo ano ela apareceu na série New Tricks. 
Junto com a irmã Kara fez uma ponta no filme Sorte no amor que contou com a participação da banda inglesa McFly mas não apareceu nos créditos. No início de 2007 apareceu como Annabelle em Genie in the House, e também Maxine Brogan em Doctors.
Em Setembro de 2010, Tointon apareceu na terceira temporada da comédia The Inbetweeners como Tara.
Em 2003, Hannah namorou Dougie Poynter, da banda inglesa McFly.